# الخبراء (القصيم)
الخبراء هي إحدى المدن التابعة لمنطقة القصيم وتبعد عن العاصمة الإدارية بريدة بحوالي 70 كم وتقع غرب مطار القصيم الإقليمي الذي تبعد عنه بحوالي 35 كم وتمتاز بوقوعها على مفترق طرق بين البكيرية والبدائع ورياض الخبراء على طريق المدينة المنورة القديم

## التاريخ
وتعتبر مدينة الخبراء من أقدم مدن منطقة القصيم حيث يرجع تاريخها إلى عام 1140 هـ وأول من ذكر ذلك هو الشيخ (إبراهيم بن عيسى) حيث قال في كتابه «تاريخ بعض الحوادث» تحت هذا العام:«وفي سنة 1140 عمرت الخَبْرا المعروفة من بلدان القصيم، عمرها آل عفالق وهم من قحطان، وكان مسكنهم قبل ذلك البُوَيْطن في عنيزة.». والنص نفسه دون تغيير أورده ابن بسام في تاريخه «تحفة المشتاق»، كما تابعهم على ذلك الشيخ المؤرخ صالح بن عثمان القاضي في تاريخه.
ويحيط بالخبراء سور قديم تشرف عليه إدارة المتاحف والآثار بوزارة التربية والتعليم (سابقا) ويرجع تسميتها بالخبراء لأنها كانت مكانا يتجمع فيه مياه الأمطار والمياه الفائضة من وادي الرمة وهذا الموضع يطلق عليه (خبراء المجارير) نظراً لوجود المياه وبقائها مدة طويلة فقد سكن الناس حولها وقصدها جموع ممن يسكنون القرى المجاورة لها في ذلك الحين. ويذكر التاريخ أن أول بئر حفرت فيها عام 190 هجري نظرا لوقوعها على وادي الرمة. وتشتهر الخبراء بأنها استطاعت الوقوف بوجه جيش عبد العزيز بن رشيد الذي حاصرها لمدة 4 أشهر ويوجد بداخل البلدة القديمة مقبرة الشهداء. وبعد انتهاء الحرب خرج المزارعين وقد أحرق ابن رشيد مزارعهم فاتجهوا غرب الخبراء لتأسيس المزارع حتى نهضت مدينة رياض الخبراء بجهود المزارعين واسم رياض الخبراء بمعنى مزارع الخبراء لان المزرعة قديمآ تسمى روضه وهى جمع للرياض.
وحاليا" تم ترميم جزء كبير من مباني الخبراء الأثرية والسور المحيط بها بعد إشراف هيئة السياحة والآثار لها ويقام فيها احتفالات الأعياد والمهرجانات السنوية في الإجازات الرسمية ويزورها عدد كبير من خارج المدينة وكذلك 
من خارج المنطقة وذلك بسبب القيمة التاريخية والأثرية لها.

## الأمراء
- محمد بن سلطان العضيب حتى وفاته عام 1320 هـ.[3]
- محمد بن حسن الصغير.
- عويد النويصر حتى 1326 هـ.
- سليمان السلطان حتى 1356 هـ.
- سلطان بن محمد السلطان حتى 1381 هـ.
- عبدالله بن محمد الصغير حتى 1385 هـ.
- عبدالعزيز السديس.
- علي الجلعود.

## المدينة حديثاً
الخبراء الحديثة مدينة راقية وجميلة تتميز بتنظيم شوارعها الفسيحة وحدائقها الرائعة ويوجد بها العديد من الدوائر الحكومية منها شرطة الخبراء وبلدية الخبراء ومستوصف الخبراء وشركة الكهرباء والاتصالات السعودية والبريد السعودي ومركز الخبراء وفيها أنشئت أول مدرسة عسكرية بالقصيم تخرج منها العديد من كبار الضباط وكذلك أول ثانوية في غرب القصيم وكانت تسمى ثانوية المفرق وتخرج منها الكثير من أبناء غرب القصيم الذين أكملوا دراستهم الجامعية وهاهم الآن يشغلون مناصب عليا في الدولة، وسميت بالمفرق لأنها تقع في منطقة متوسطة بين مدن غرب القصيم فهي تقع بين كل من البدائع والرس والبكيرية والهلالية ورياض الخبراء وتم تغيير اسمها إلى ثانوية الخبراء في الوقت الحالي بعد انتشار المدارس الثانوية في جميع المدن المجاورة.

## وصلات خارجية
- موقع وزارة الشؤون البلدية والقروية في المملكة العربية السعودية